# Sannois
Sannois é uma comuna do departamento de Val-d'Oise e da região Ilha de França. Seus habitantes são chamados de Sannoisien(nes).

## Geografia

### Localização e comunas limítrofes
Sannois está localizada no flanco Leste dos montes de Cormeilles e de Orgemont, a quinze quilômetros a noroeste de Paris. A comuna é limítrofe de Argenteuil, Cormeilles-en-Parisis, Franconville, Ermont e Saint-Gratien.

### Transportes
Sannois é servida por uma estação do Transilien Paris Saint-Lazare J desde 27 de agosto de 2006. Anteriormente, ele estava localizada na Linha C do RER.
A cidade também é atendida pela linha de ônibus RATP 261 da RATP, bem como pela linha de ônibus 95-19 da rede Busval d'Oise.
Por outro lado, a cidade é atravessada pela autoroute A15, bem como pela A115.

## Toponímia
O nome da cidade é atestada sob as formas Centinodium no século XII, Centum Nuces em 1205, Cennoiz em 1208, Cent noys, Cent-Noix em 1304, Sanois em 1403, Sampnoix em 1564, Sanoy em 1711.
Várias hipóteses fantasiosas têm sido propostas : Sannois viria do latim centum nuces, "cem nozes", ou melhor, "cem nogueiras", a cidade conta com muitos pomares, e assim de árvores frutíferas. Ela também poderia ter origens celtas e provir das palavras san "grama de forragem" e noue " terra gorda". Uma origem latina também seria possível com o nome centinodium que significa "cem medidas de lenha de aquecimento ".
Essas explicações envolvem a recusa arbitrária da forma mais antiga atestada Centinodium, exceto a última que dá a ele um significado errôneo. Obviamente, o forma tardia e isolada Cent-Noix é uma fantasia de escriba e não corresponde com as formas antigas regularmente mencionadas e à forma atual Sannois. Quanto ao termo noyer em francês, ele é derivado do latim popular *nucarius "nogueira". O termo "celta" qualifica anteriormente assim a uma língua celta que, na Gália fora da Bretanha, só pode ser a dos gauleses e não há nenhum termo gaulês san significando "terra de forragem", nem qualquer termo gaulês noue significando "terra gorda". Mesmo que san existisse, é incompatível com as formas mais antigas atestadas em Cen-. Quanto a noue, é uma confusão, não existe na verdade um termo noue "terra gorda e úmida, servindo de pasto", em francês antigo (anteriormente noë ver o nome da família Delanoë), atestado no latim medieval na forma nauda e vindo provavelmente do gaulês *nauda. No entanto, ele não se encaixa foneticamente, pois -nauda > -noda não é -nodium e não tem chegado a -noiz, -nois. Por outro lado, -nodium tem regularmente dado -noi.
De acordo com o toponimistas, pode ser uma forma masculina do latim centinodia "centinódia" que teria dado Santenoge (Haute-Marne, Centenoiges 1218). A herba centinodia (centĭnōdĭus, a, um, palavra-por-palavra de centum "cem" + nodus "nó", isto é "que tem uma centena de nós") ou centinode, é uma esperança de centinódia, da qual o nome fantasia é polygonum.
O nome "Sannoisien" foi dada a uma sub-estágio do Oligoceno (era terciária / cenozoica), localizado entre 37 e 30 milhões de anos antes de Cristo. As principais fácies são margas de cirenes (bivalves), argila verde, e o calcário de Sannois.

## História

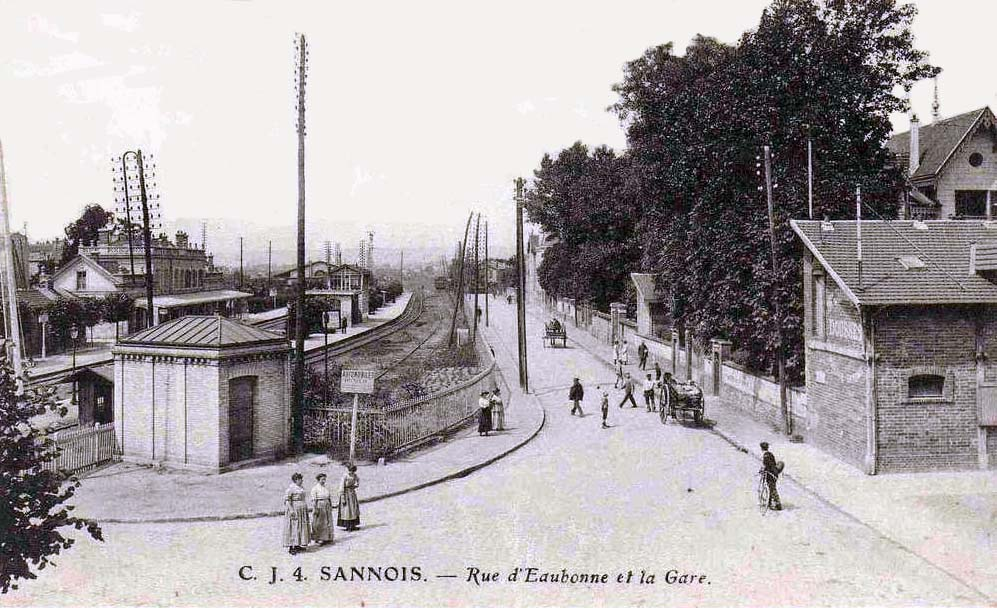
A rue d'Eaubonne e a estação de trem por volta de 1900.

As primeiras evidências de ocupação humana em todo o território do atual Sannois remontam ao Paleolítico Médio (muitas ferramentas de pedra) ; eles foram descobertos em um lugar chamado Puits-Gohier, no local do trevo atual da A15. Estes vestígios, os mais antigos encontrados no Vale de Montmorency, são compostos de vários milhares de peças de sílex ou de arenito, raspadores, bifaces, pontas, lâminas, etc.
Nos séculos XI-XII, é feita pela primeira vez a menção de Sannois (na época Centinodium) em um registro eclesiástico. A vila estava situada em torno de sua igreja e de seu castelo ao pé do monte Trouillet.
Nos séculos XVI e XVII, a cidade passou por um verdadeiro crescimento devido à sua localização geográfica entre Pontoise e Paris e o estabelecimento de uma estação postal. A igreja data do século XVII, e houve vários castelos; os de Cernay, de Crinon, e do Ermitage.
Esta vila foi a primeira que, em 1626, admitiu o estabelecimento das irmãs da Caridade.
A atividade da cidade era então essencialmente agrícola, e sobretudo vitícola, em particular a partir do século XVIII.
Em 1870, a cidade tinha 223 hectares de vinha que ocupava quase a metade da população.
No século XIX, a agricultura irá gradualmente desaparecer em benefício da indústria. Não existiam mais em 1900 que 45 hectares de vinhas. As pedreiras de reboco, que conheceram uma grande expansão com a chegada da ferrovia em 1863, foram todas fechadas no final da Segunda Guerra Mundial. Recentemente, a prefeitura de Sannois tem replantado uma pequena vinha e criado o cargo de produtor de vinho municipal. As primeiras colheitas ocorreram no outono de 2006.
O arquivista-paleógrafo André Vaquier aponta em seus livros que Sannois atingiu algum tempo suas próprias fichas para aliviar a escassez de moeda que se seguiu imediatamente à guerra.
A cidade possuía algum tempo um bolo que era único para ela, com nozes e amêndoa, que foi chamado de "le pavé de Sannois".

## Cultura

### Personalidades ligadas à comuna
- Achille, o mais velho entre os irmãos Archambault, ambos companheiros de cativeiro de Napoleão, e tenha residido em Sannois e morreu em 22 de abril de 1858.
- Savinien Cyrano de Bergerac morreu em Sannois em 1655. O principal centro cultural da cidade leva o seu nome.
- Madame d'Houdetot (1730-1813), irmã de Madame d'Épinay, que inspirou uma grande paixão em Jean-Jacques Rousseau, viveu em Sannois.
- César-François Cassini (1714-1784) tomou o moinho de Sannois como base de seu mapa de França.
- José Duruey, (1741-1794), senhor de Sannois, administrador do tesouro do rei Luís XVI, guilhotinado em 18 de março de 1794, na place de la Revolution, em Paris.
- François Magendie (1783-1855) morreu em Sannois.
- Charles Augustin Sainte-Beuve ficou em Sannois.
- Boïeldieu ficou em Sannois.
- Maurice Utrillo pintado cerca de 150 pinturas em Sannois entre 1912 e 1914.
- Paul Signac trabalhou em Sannois.
- Albert Marquet trabalhou em Sannois.